# Robert Murray Keith

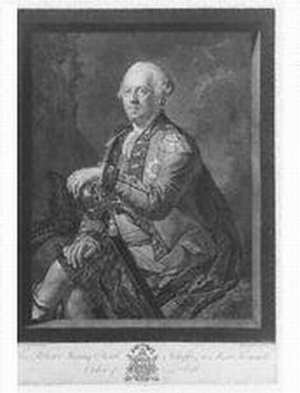
Robert Murray Keith Młodszy

Sir Robert Murray Keith młodszy (ur. 20 września 1730 w Edynburgu, zm. 22 czerwca 1795 w Hammersmith) – generał i dyplomata brytyjski. W latach 1772–1792 piastował godność brytyjskiego ambasadora w Austrii. Jego ojcem był Robert Keith – również dyplomata, a matką Margaret Cunningham of Caprington.
On i jego brat Basil byli kształceni w dobrej wyższej szkole w Edynburgu. Następnie Robert dość szybko wstąpił do armii, do dragonów królewskich. W lipcu roku 1747 został kapitanem w pułku piechoty. Kilka lat spędził na służbie w armii holenderskiej.
W tym czasie napisał wiele poematów, w tym zbiór „The Caledoniad” opublikowany w Londynie w roku 1775 (3 t.).
W roku 1760 został dowódcą batalionu szkockich piechurów (Highlanders), wyróżniającego się w wojnie siedmioletniej.
Następnie został mianowany dowódcą 87 pułku piechoty (87th foot regiment), a w 1769 ambasadorem Wielkiej Brytanii w Saksonii.
W roku 1771 wysłano go z misją dyplomatyczną do Kopenhagi. Tam w roku 1772 udało mu się wymusić wypuszczenie z więzienia królowej duńskiej Karoliny Matyldy, siostry Jerzego III władcy Wielkiej Brytanii, zamkniętej w areszcie w zamku Kronenburg, po obaleniu przez Duńczyków jej rzekomego kochanka – cudzoziemskiego doradcy Johanna Friedricha Struensee. Sukces dyplomatyczny osiągnął dzięki temu, że zagroził Duńczykom wojną z Wielką Brytanią, jeśli królowej spadnie włos z głowy. Wkrótce pozwolono jej powrócić do Celle w Elektoracie Hanoweru. Za ten wyczyn Jerzy III przyznał Murrayowi Order Łaźni (Knight of Bath).
W roku 1773 sir Robert został ambasadorem w Austrii, a w 1775 przyznano mu miejsce w parlamencie z hrabstwa Peebles. Był też członkiem rady królewskiej (Privy Council)i pułkownikiem 10 pułku piechoty.
Zmarł w Hammersmith, w wieku 63 lat. W „Gentleman’s Magazine” z tego roku (cz. 1, s. 535), napisano: „...Sir Robert był korpulentnym człowiekiem o krótkiej szyi. Zmarł w ramionach swego służącego, wkrótce po rozmowie przy kolacji, gdy zabawiał swych gości. Jego ojciec, «ambasador Keith» jak go zwano w Edynburgu, zmarł 22 września 1774 roku niemal tak samo gwałtownie” („Sir Robert was corpulent, with a short neck. He died in the arms of his servant, immediately after entertaining company at dinner. His father, Ambassador Keith, as he was called at Edinburgh, died 21st September 1774, almost as suddenly”).
Pamiętniki i korespondencja (The Memoirs and Correspondence, Official and Familiar, of Sir Robert Murray Keith; With a Memoir of Queen Caroline Matilda of Denmark; and an account of the Revolution there in 1772) zostały wydane w Londynie w 1849 roku przez wydawnictwo Mrs. Gillespie Smythe, w dwóch tomach.